# Günther Happich
Günther Happich (28 gennaio 1952 – 16 ottobre 1995) è stato un calciatore austriaco, di ruolo centrocampista.

## Palmarès

### Club

#### Competizioni nazionali
- Erste Liga: 1

Wiener SK: 1976-1977